# Nazo Toji
Nāzo Tojī (نازو توخۍ), ou Nāzo Anā (em pachto, نازو انا انا‎, "a avó Nazo"), foi uma  poeta e figura literária de língua pachto.
Membro de uma importante família de Kandahar, Nazo Toji é também considerada uma guerreira lendária na história do Afeganistão e a mãe "da nação afegã" por sua contribuição no final do domínio persa sobre as tribos de língua pachto. O seu filho, Mirwais Hotak, conseguiu posteriormente expulsar os persas e instaurar um estado afegão independente.

## Vida pessoal e familiar
Nazo Tokhi nasceu em 1651 no povo de Spozhmayiz Gul, perto de Thazi, na província de Candaar, no Afeganistão, no seio de uma rica família pachtun. O seu pai, Sultão Malakhai Toji, era o líder da tribo Toji e governava sobre a região de Gázni. A sua mãe foi Salim Khan Hotak, filha de Karam Khan. Nazo Toji foi, por sua vez, mãe do fundador da dinastía Hotak, Mirwais Hotak. Mais tarde, os réis afegãos Mahmud Hotak e Hussain Hotak foram seus netos.
Nazo Ana foi uma poeta ilustre com fama de bondosa e com espírito de caridade. O seu pai deu muito valor e atenção à sua educação, fazendo com que Nazo tivesse os melhores tutores de Candaar naquela era. Foi chamada de "Mãe da nação afegã", pela autoridade que tinha graças ao seu conhecimento do código tribal pashtunwali. O pashtunwali servia de lei entre as tribos pachtunes e Nazo foi arbitra em conflitos entre as tribos Ghilji e Sadozai, sendo um elemento chave em cimentar a união das tribos em frente aos seus senhores persas safávidas. A sua contribuição como poeta é considerada inestimável na cultura pachtun.
Quando o seu pai foi assassinado numa batalha no monte Sur, o seu irmão tomou as armas para vingar a sua morte e deixou Nazo responsável pelas propriedades familiares. Isto incluiu a defesa armada do castelo familiar contra os seus inimigos.

### Poesia
Nazo Ana é famosa por poemas como o que segue:
O orvalho escorre a partir do amanhecercomo lágrimas de um olho melancólico,Oh beleza! Eu perguntei o que te faz chorar- A vida é muito curta para mim - ela respondeu.Minha beleza floresce e murcha em um momentocomo um sorriso vem e desaparece.— Nazo Toji

### Lendas
Uma lenda conta que Nazo Ana teve um sonho premonitório na noite em que nasceu o seu filho Mirwais Hotak:
| “ | Na noite em que nasceu Mirwais (1673), a sua mãe, Nazo Ana, sonhava com Shaykh Beṭ Nīkə (líder folclórico ou ancestral da confederação Bettani dos pachtunes). Ele disse a Nazo para cuidar do seu filho recém-nascido porque ele iria crescer e o país seria abençoado com seus serviços. Nazo Ana, de vez em quando, lembrava-se desse sonho e contava ao seu filho, e o aconselhava a agir com autenticidade. O jovem Mirwais seguiu o conselho da sua mãe. | ” |

## Legado
Nazo Ana é considerada uma heroína entre os afegãos. Um grande número de escolas e instituições ostentam o seu nome, um pouco por todo o Estado do Afeganistão.